# Naalehu
Nāʻālehu es una localidad del Condado de Hawái, Hawái.

## Geografía
19°3′57″N 155°35′15″O / 19.06583, -155.58750
La localidad cuenta con 5.6 km² de tierras.

## Demografía
El censo de 2000, registró una población de 919 habitantes, 290 viviendas y 209 familias, La densidad de población es de 164.3 hab/km².
Según la Oficina del Censo en 2000 los ingresos medios por hogar en la localidad eran de $31.750, y los ingresos medios por familia eran $36.964. Los hombres tenían unos ingresos medios de $23.625 frente a los $20.125 para las mujeres. La renta per cápita para la localidad era de $11.755. Alrededor del 16.8% de las familias y del 20.4% de la población estaban por debajo del umbral de pobreza.